# 발걸음 (노래)
《발걸음》은 조선민주주의인민공화국의 노래로 김정은 조선로동당 제1서기를 기리는 노래로 알려져 있다. 리종오가 작사·작곡했으며 2009년 2월 조선중앙방송 등을 통해 공개되었다.

## 같이 보기
- 조선민주주의인민공화국의 선전